# Дінгір

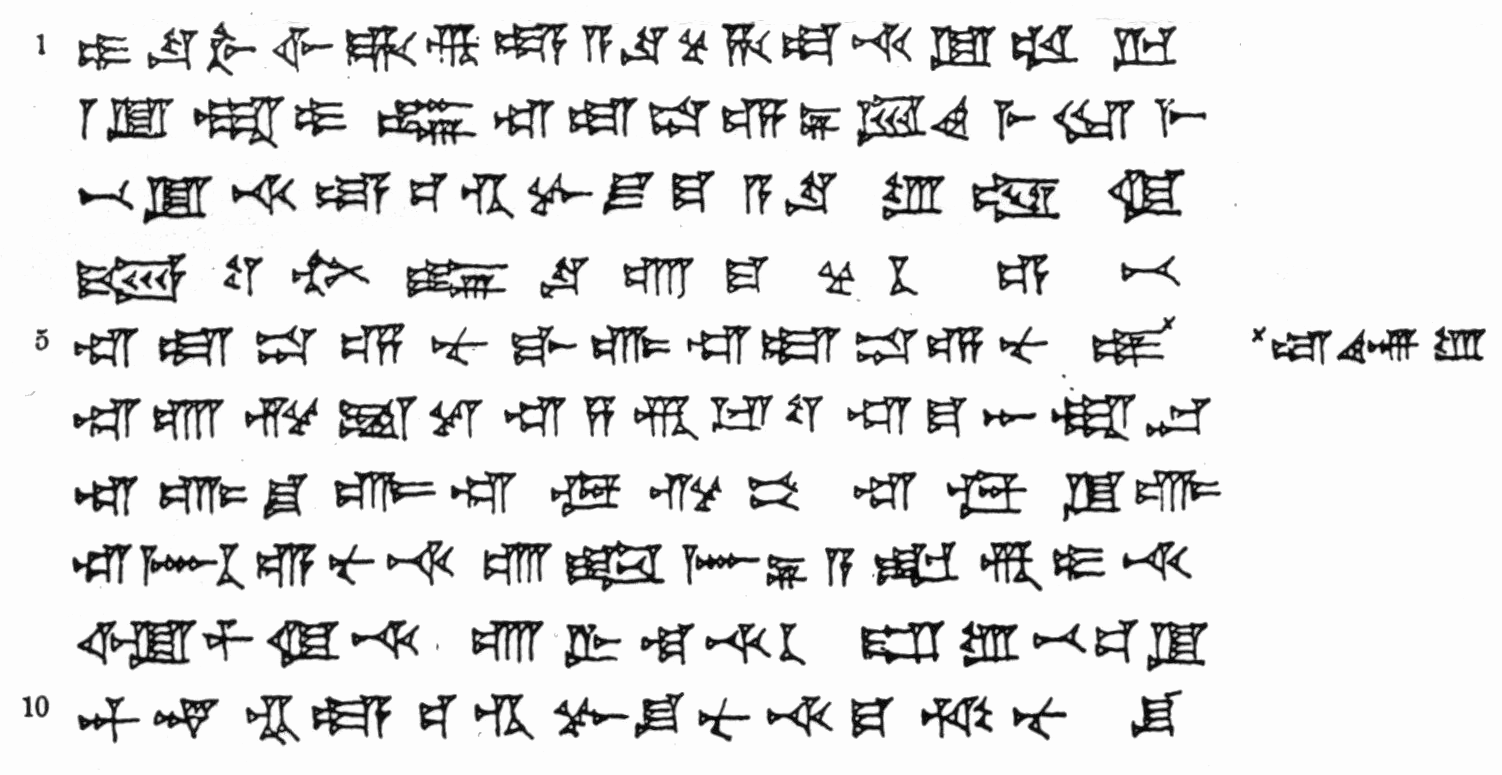
фрагмент аккадського тексту, написаний клинописем з прикладом запису слова dingir (10-та лінійка): два перших знаки слід відчитувати як ^{d}aššur (бог Ашшур)

Дінгір (шум. dingir або точніше diĝir) – шумерське слово на означення бога, божества (його відповідником в аккадській мові є слово ilu - bóg). Це слово вживалося також як детермінатив, який писався перед іменами богів, наприклад, ім'я богині Іштар записувалося так:   (в транскрипції dištar). Перед іменем бога Ану цей детермінатив не ставився, бо знак An/Dingir був  логограмою, яка означала як небо, так і представлення бога Ану, а все, що з'єдувалося з Ану, мало божествену природу.

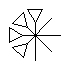
знак Дінгір (новошумерський період, XXI ст. до н.е.)
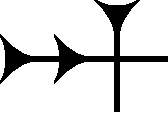
знак Дінгір  (новоасиріський період, VII ст. до н.е.)